# Ruth Chatterton
Ruth Chatterton (New York, 1892. december 24. – Norwalk, Connecticut, 1961. november 24.) Oscar-díjra jelölt amerikai színésznő, író. 
A harmincas évek egyik legsikeresebb színésznője volt.

## Élete és pályafutása

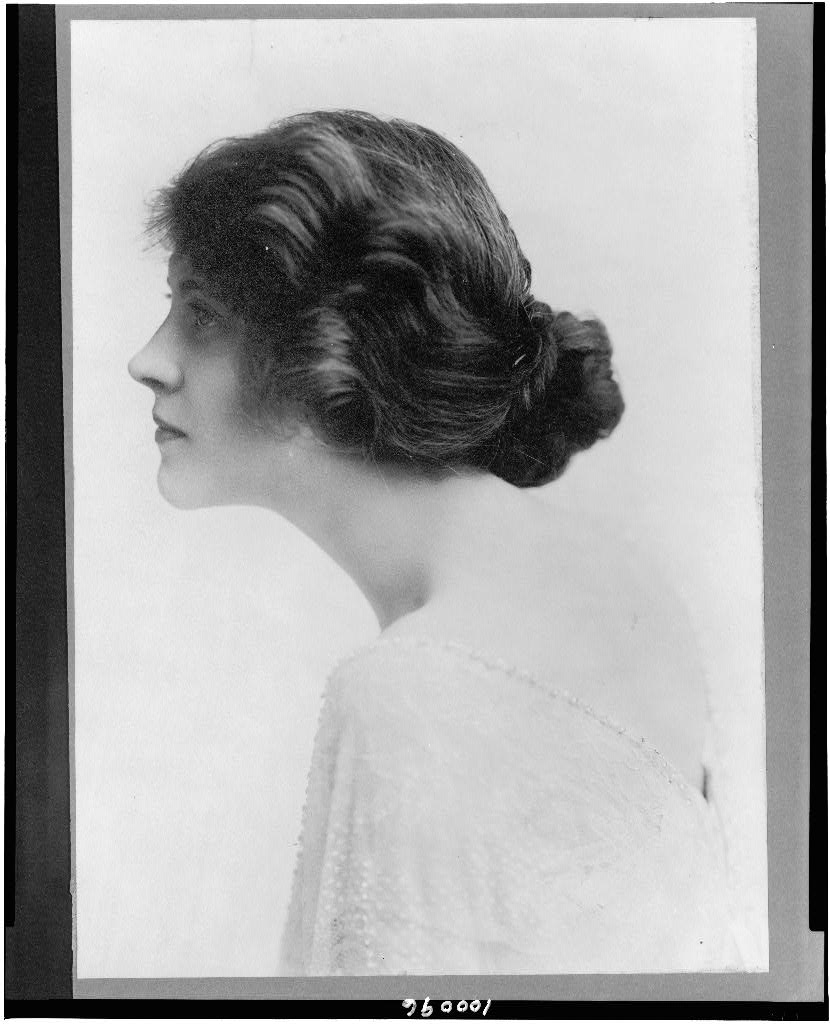
Chatterton 1914-ben

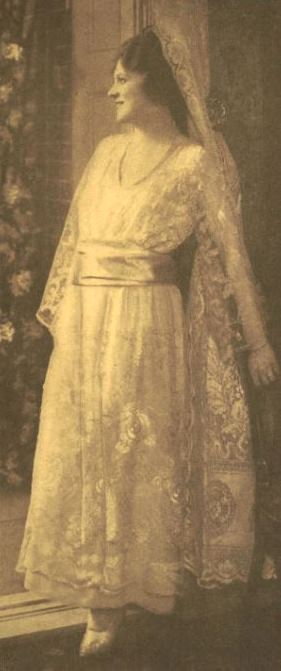
Chatterton a Moonlight and Honeysuckle című darabban, 1919-ben

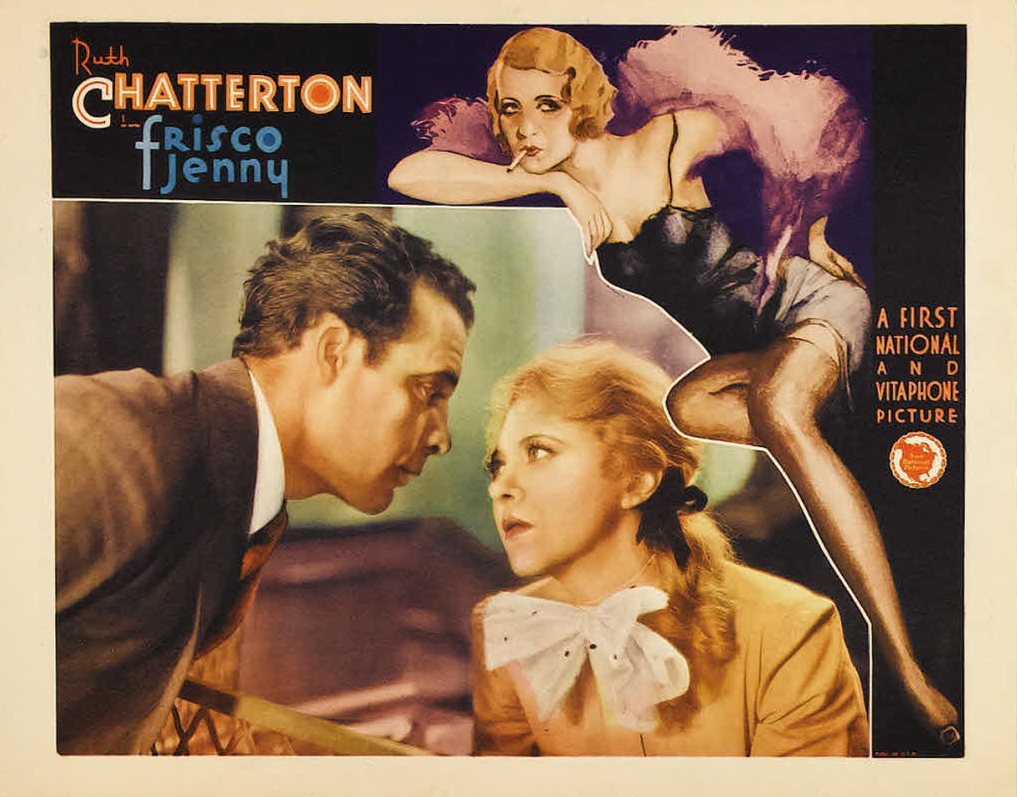
Frisco Jenny

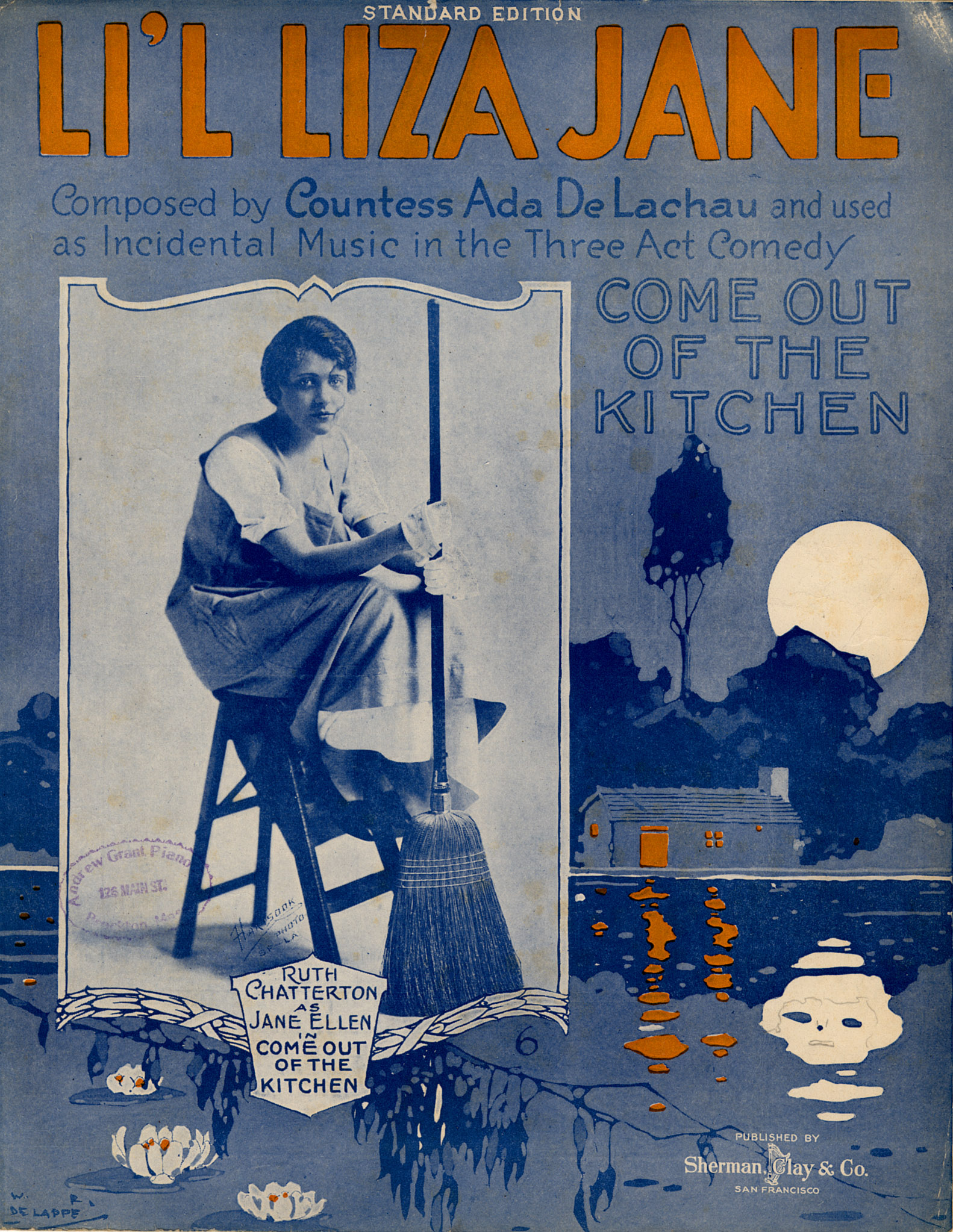
A Come Out Of The Kitchen kottájának borítója Chattertonnal

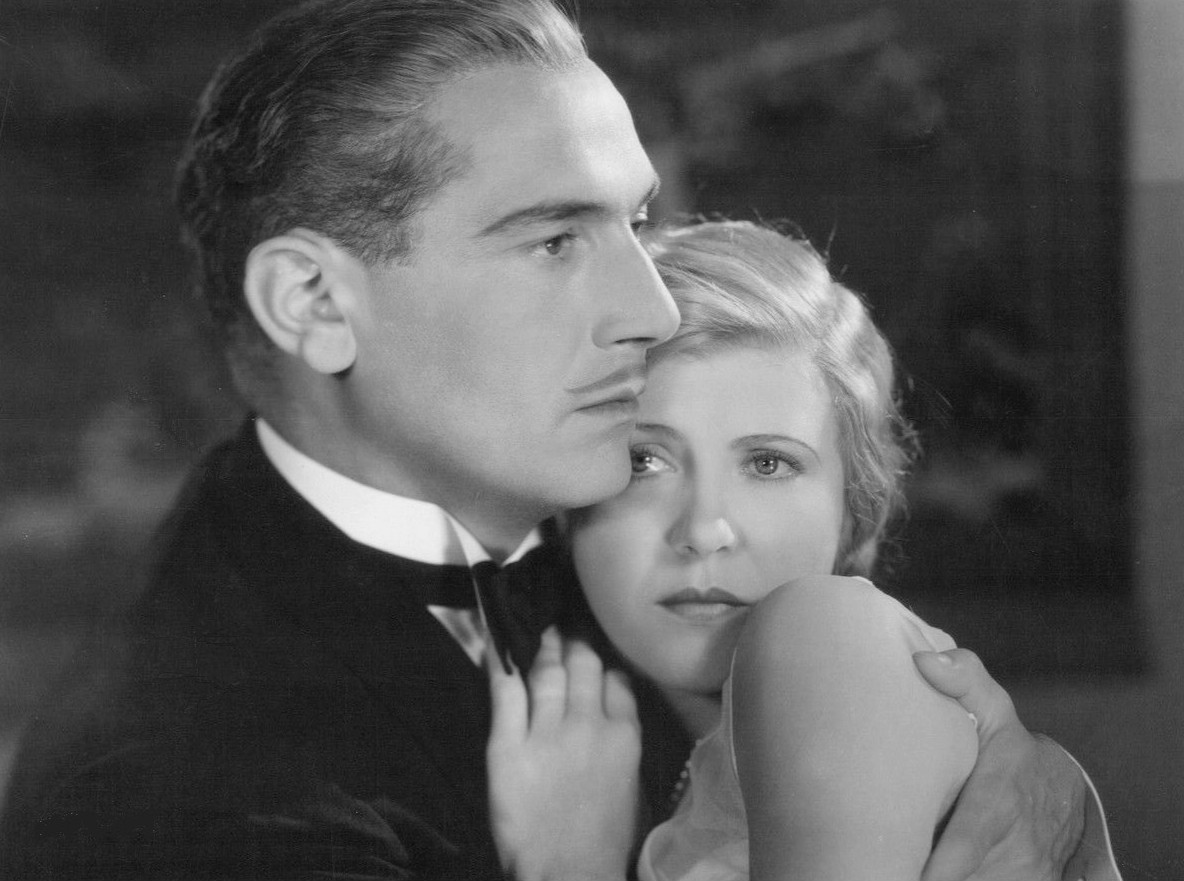
Ruth Chatterton és Lukács Pál – The Right To Love

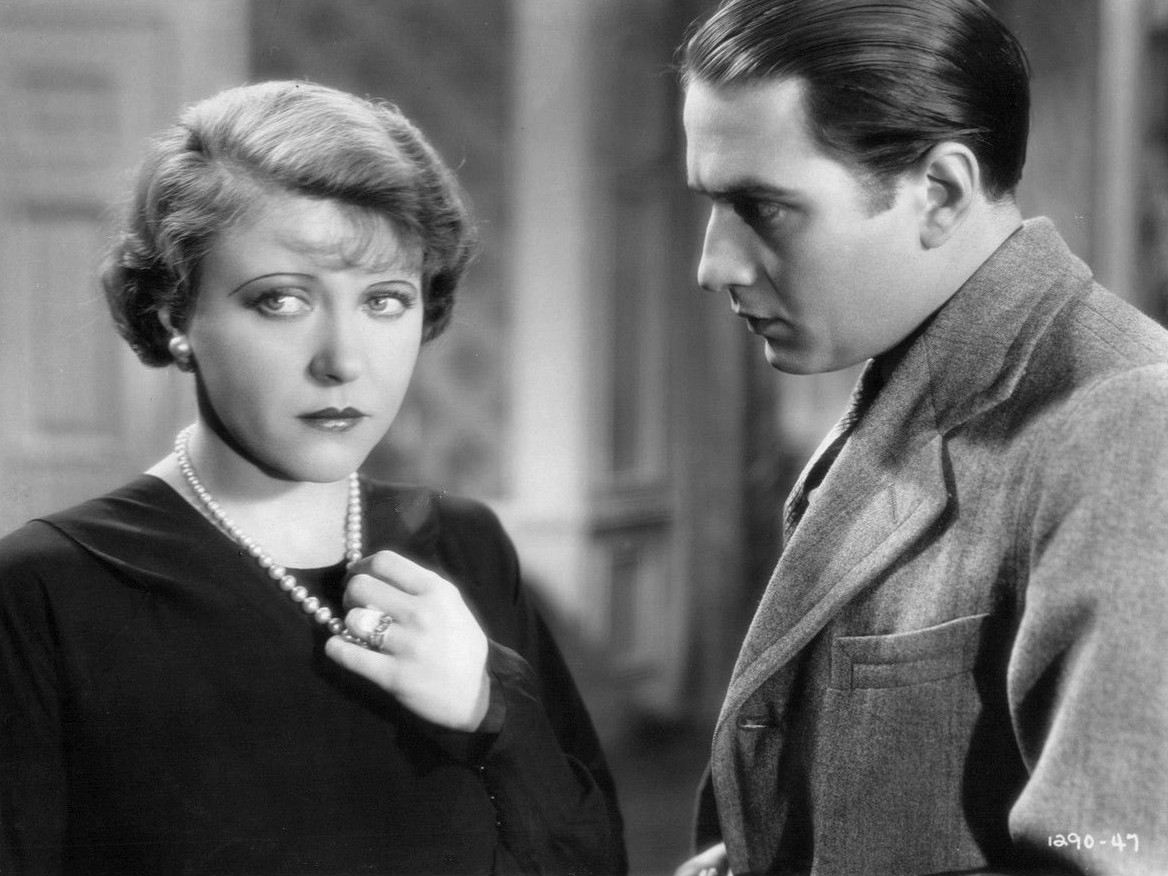
Donald Cookkal az Unfaithful című filmben

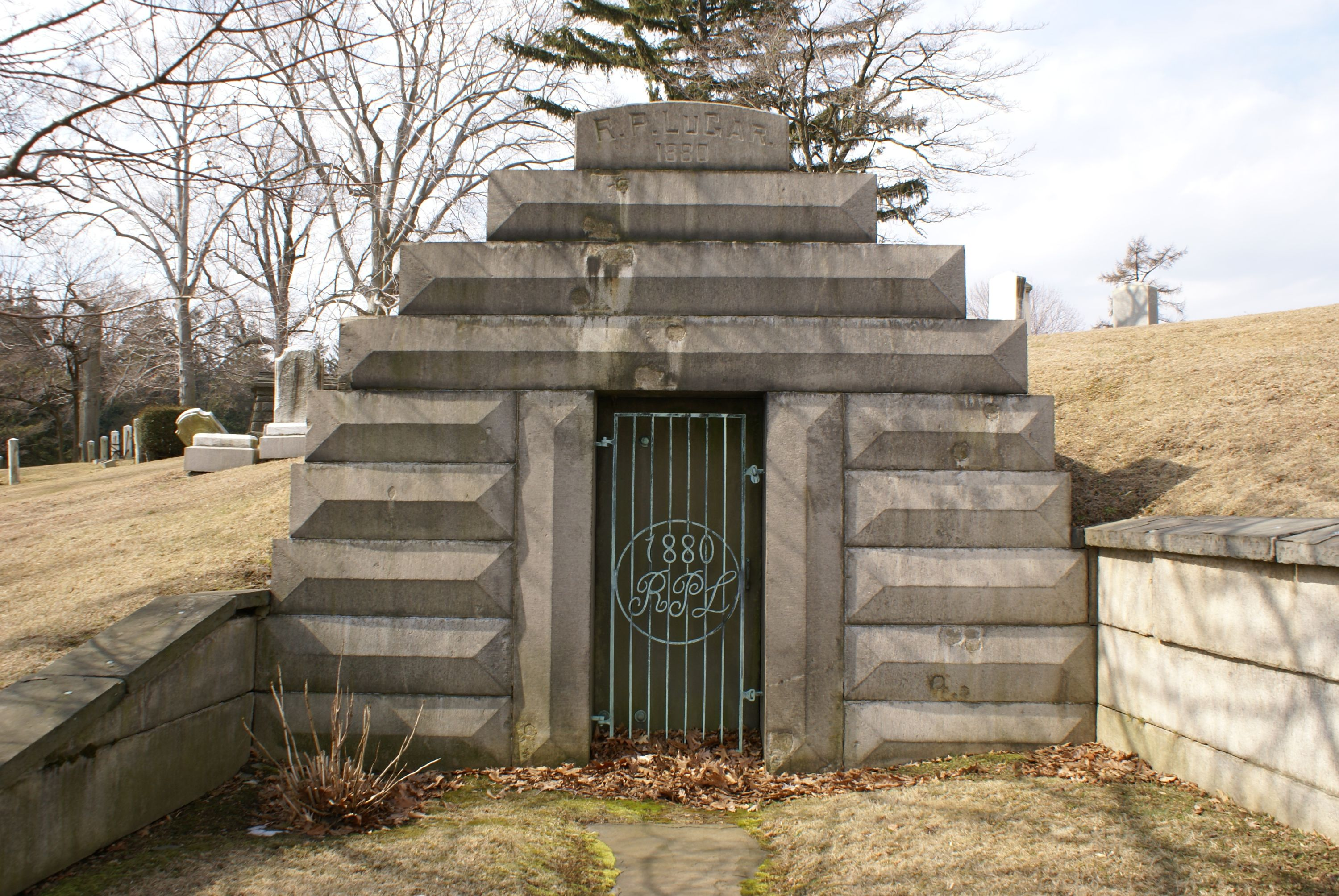
Chatterton sírhelye, a Lugar-Chatterton mauzóleum New Yorkban, a Beechwoods temetőben

Chatterton New Yorkban született 1892-ben Lilian Reed Chatterton és Walter Smith Chatterton építész lányaként. Egyedüli gyermek volt. Szülei elváltak, mikor fiatal volt, így a neveltetése az anyjára és a nagymamájára hárult. Chatterton már fiatal korától kezdve szeretett színészkedni. 1908-ban szerepelt a barátaival egy színdarabban. Mikor rájött, hogy ez a neki való hivatás, kimaradt az iskolából, hogy teljes munkaidőben a színpadra állhasson. Pár éven belül debütált a Broadwayn a Great Name című darabban, az évek során pedig kivirágzott a karrierje. Az első sikerét Jean Webster könyvéből adaptált Nyakigláb apóval érte el, amelyben a főszereplő szeleburdi, árva kislányt, Judyt alakította. A színdarab megért egy ismétlő szezont is.
1928-ban egy Los Angeles-i színházban tartózkodott, amikor Emil Jannings látta őt egy előadásán, és meggyőzte, hogy játsszon vele az Apák bűnében. Ez volt Chatterton első és egyetlen némafilmje. Habár a film nem számított kasszasikernek, az érdeklődés feltámadt a színésznő iránt. Egy évvel később megkapta első szerepét egy hangosfilmben is, a Doctor's Secret-ben. Innentől kezdve nem volt megállás a hangosfilmek útján.
Jacqueline szerepe a Madame X-ben meghozta számára az első Oscar-jelölést: a filmben a férj kiteszi a házból a feleségét, miután az megcsalta őt. Megrendítő alakítás volt ez egy bukott nőről, aki jóvá próbálja tenni tettét.
1930-ban Chatterton főszerepet kapott a Sarah and Son nagysikerű filmben, amelyben egy szegény asszonyt alakít, akinek a férje eladja fiúkat egy gazdag házaspárnak. Chatterton játéka pozitív visszhangra lelt, és Oscarra is jelölték. Sikerei tovább halmozódtak, amikor a Felsőbbrendű asszony (1933) főszerepét megkapta, majd Az élnivágyó asszony (1936) főszerepét is, amelyet a legjobb filmjének ítéltek.
Chatterton a harmincas évek végén visszatért a színházba. Kései éveiben könyvírásba fogott. Első regényét, a Homeward Borne-t 1950-ben adták ki, amely bestseller lett. Másik nagy szenvedélyévé a repülés vált. Egyike volt azon kevés nőknek, akik pilóták voltak, és egyedül repültek az Egyesült Államokban.
Chatterton háromszor ment férjhez. Első házassága a brit színésszel, Ralph Forbesszal nyolc évig tartott. Második házassága az ír születésű George Brenttel nem volt hosszú életű, két év után válásban végződött. Harmadik férje, Barry Thomson mellett annak haláláig kitartott. 
A színésznő férje halála után egy évvel, 1961-ben hunyt el.

## Regényei
- Homeward Borne: A Novel (1950)
- The Betrayers (1953)
- The Pride of the Peacock (1954)
- The Southern Wild (1958)

## Filmográfia

### Film
| Év   | Cím                         | Szerep                        |
| ---- | --------------------------- | ----------------------------- |
| 1928 | Apák bűne                   | Greta Blanke                  |
| 1929 | The Doctor's Secret         | Lillian Garson                |
| 1929 | The Dummy                   | Agnes Meredith                |
| 1929 | Charming Sinners            | Kathryn Miles                 |
| 1929 | Madame X                    | Jacqueline                    |
| 1929 | The Laughing Lady           | Marjorie Lee                  |
| 1930 | Sarah and Son               | Sarah Storm                   |
| 1930 | Paramount Parádé            | Floozie                       |
| 1930 | The Lady of Scandal         | Elsie                         |
| 1930 | Mindenki nője               | Pansy Gray                    |
| 1930 | The Right to Love           | Brooks Evans és Naomi Kellogg |
| 1931 | Unfaithful                  | Lady Fay Kilkerry             |
| 1931 | The Magnificent Lie         | Poll                          |
| 1931 | Once a Lady                 | Anna Keremazoff               |
| 1932 | Tomorrow and Tomorrow       | Eve Redman                    |
| 1932 | The Rich Are Always with Us | Caroline Grannard             |
| 1932 | The Crash                   | Linda Gault                   |
| 1932 | Frisco Jenny                | Frisco Jenny Sandoval         |
| 1933 | Lilly Turner                | Lilly "Queenie" Turner Dixon  |
| 1933 | Felsőbbrendű asszony        | Alison Drake                  |
| 1934 | Journal of a Crime          | Francoise                     |
| 1936 | Lady of Secrets             | Celia Whittaker               |
| 1936 | Érettségi                   | Anna Mathe professzor         |
| 1936 | Az élnivágyó asszony        | Fran Dodsworth                |
| 1937 | The Rat                     | Zelia de Chaumont             |
| 1938 | Napoleon házassága          | Josephine de Beauharnais      |

### Televízió
| Év   | Cím                             | Szerep          |
| ---- | ------------------------------- | --------------- |
| 1948 | The Philco Television Playhouse |                 |
| 1950 | Prudential Family Playhouse     | Fran Dodsworth  |
| 1951 | Celanese Theatre                | Kit Marlowe     |
| 1952 | Pulitzer Prize Playhouse        | Alison Stanhope |
| 1952 | Kraft Television Theatre        |                 |
| 1953 | Hamlet                          | Gertrude        |

## Szerepei a Broadwayn
- The Great Name (1911)
- The Rainbow (1912)
- Nyakigláb apó (1914-15) (Daddy Long Legs)
- Come Out of the Kitchen (1916-17)
- Perkins (1918)
- Nyakigláb apó (1918) (ismétlés)
- Moonlight and Honeysuckle (1919)
- Mary Rose (1920-21)
- La Tendresse (1922)
- The Changelings (1923-24)
- The Magnolia Lady (1924-25)
- The Man in Evening Clothes (1924)
- The Little Minister (1925)
- The Man With a Load of Mischief (1925)
- Leave Her To Heaven (1940)
- Second Best Red (1946)
- A Flag is Born (1946)
- Idiot's Delight (1951)

## Díjak és jelölések
Hollywood Walk of Fame
- 1960: csillag a Hírességek sétányán

New York Film Critics Circle Awards
- 1937: legjobb színésznő (második hely) – Dodsworth

Oscar-díj
- 1930: legjobb női főszereplő (jelölés) – Madame X
- 1931: legjobb női főszereplő (jelölés) – Sarah and Son

## További információ
- Ruth Chatterton a PORT.hu-n (magyarul)
- Ruth Chatterton az Internet Movie Database-ben (angolul)
- Ruth Chatterton a Rotten Tomatoeson (angolul)